# レインボーエンタテインメント
株式会社レインボーエンタテインメントは、日本の芸能プロダクション。

## 概要
SMエンタテインメントの日本法人「SMエンタテインメントジャパン」の初代社長だった栗田秀一が2003年に設立。
芸能プロダクションとしてのマネジメント業務の一方で、複数のレコード会社と共同で独自レーベルを立ち上げ、新人アーティストの育成などを行っている。
2016年には独自の音楽情報サイトとして「ミーティア(MEETIA)」をオープンさせた。

## 所属アーティスト
- DEPAPEPE
- amazarashi
- 見田村千晴
- note native
- シェア―
- Nulbarich
- 橋爪もも
- ササノマリイ
- ちゃんみな
- eyes
- ヨルシカ

### 元所属アーティスト
- FAT CAT
- ill hiss clover
- ザ・ラヂオカセッツ
- 大森莉緒

## レーベル
SISTUS RECORDS (2006年〜2007年) GNCX-
ジェネオンエンタテインメントとの共同レーベル。
- タイナカ彩智 (2006年〜2010年)
- 樹海 (2006年〜2010年)
- Aimmy (2008年)
- ユンナ (2009年〜2010年)

Knock up! (2011年〜2015年) KUP-
タワーレコードとの共同レーベル。主にタワーレコードの新人オーディション「Knockin'on TOWER's Door」出身者の作品をリリースする。
- ill hiss clover (2011年〜2014年)
- THE PINBALLS (2011年〜2012年)
- 見田村千晴 (2011年〜2012年)
- yumeiroecho (2011年)
- aquarifa (2012年)
- ザ・ラヂオカセッツ (2012年〜2014年)
- urema (2012年)
- palitextdestroy (2012年)
- トレモノ (2013年〜2014年)
- 野上智子 (2013年)
- THE SPOONIE (2014年)
- タグチハナ (2015年)

AZtribe (2004年〜2011年) AZT-
自主レーベル。クラブミュージックを主に扱う。
- i-dep (2004年〜2009年)
- cargo (2004年〜2011年)
- MEG (2007年)
- Fusik (2007年)
- note native (2008年〜2011年)
- Mary (2008年〜2010年)
- Leisure Central (2008年〜2009年)
- DJ KANBE (2009年)
- SINSUKE FUJIEDA GROUP (2009年)

レインボーエンタテインメント (2004年〜) REP-,RPC-,POCS-,他
- VASALLO CRaB75 (2004年〜2007年)
- DEPAPEPE (2004年) 翌年メジャーデビュー
- SteAd (2004年)
- FOUR THE MG (2004年)
- タカチャ (2005年) 同年メジャーデビュー
- AMADORI／おおはた雄一 (2005年)
- 原宿BJ Girls (2005年〜2006年)
  - 白鳥吏南 from 原宿BJ Girls (2006年)

- 水橋舞 (2006年)
- 岩瀬敬吾 (2006年〜2007年)
- Cune (2006年)
- SGホネオカ (2007年)
- 50oldman (2007年)
- THE BABY LEAF (2007年)
- Vish (2007年)
- TiA (2008年〜2009年)
- CHIX CHICKS (2008年〜2009年)
- 壱岐尾彩花 (2009年)
- 近藤等則 (2009年)
- 大森洋平 (2009年)
- MOSH UNDER THE SUN (2009年)
- DJ SARASA aka Silverboombox (2009年)
- Jackson vibe (2009年)
- 1000say (2009年)
- DJ GUMMI (2010年)
- amazarashi (2010年) 同年メジャーデビュー
- THE UNIQUE STAR (2010年〜2011年)
- RIPPER (2010年)
- Kidori Kidori (2010年)
- ill hiss clover (2010年)
- SAKANAMON (2010年)
- 見田村千晴 (2010年,2017年〜)
- THE PINBALLS (2010年)
- SAL (2010年)
- aquarifa (2010年)
- 四角シャボン (2010年)
- yumeiroecho (2010年)
- 北清水雄太 (2011年)
- あべりょう (2011年)
- midnight camp (2011年)
- GEEKS (2011年)
- 石井里佳 (2013年)
- シェアー (2015年)
- Nulbarich (2016年〜)
- ササノマリイ (2016年) 同年メジャーデビュー